# Rïah Sahïltaahk
 (septembre 2014).
Si vous disposez d'ouvrages ou d'articles de référence ou si vous connaissez des sites web de qualité traitant du thème abordé ici, merci de compléter l'article en donnant les références utiles à sa vérifiabilité et en les liant à la section « Notes et références ».
Albums de Magma
Zühn Ẁöhl Ünsaï - Live 1974
(2014) Šlaǧ Tanƶ
(2015)
Rïah Sahïltaahk est le douzième album du groupe Magma, paru en septembre 2014 sur le label Seventh Records.

## Informations et Histoire
Figurant sur l’album 1001° Centigrades en 1971, ce morceau fut ré-enregistré en 2013/2014, le compositeur Christian Vander ne s’estimant pas satisfait de l’arrangement écrit par le groupe à l'époque.

## Liste des titres
| No | Titre                                        | Durée |
| -- | -------------------------------------------- | ----- |
| 1. | Rïah Sahïltaahk : 01 - Watseï kobaïa         | 04:40 |
| 2. | Rïah Sahïltaahk : 02 - Di mahntër sahïltaahk | 03:00 |
| 3. | Rïah Sahïltaahk : 03 - Süri sï toïdo         | 03:31 |
| 4. | Rïah Sahïltaahk : 04 - Ün zoïn glaö          | 03:10 |
| 5. | Rïah Sahïltaahk : 05 - Ïss walomëhn dôm      | 02:25 |
| 6. | Rïah Sahïltaahk : 06 - Bradïa ëtnah          | 02:24 |
| 7. | Rïah Sahïltaahk : 07 - Môm loïlë             | 03:45 |
| 8. | Rïah Sahïltaahk : 08 - Woleï                 | 01:29 |

## Musiciens
- Christian Vander : batterie, chant, piano
- Stella Vander : chant
- Isabelle Feuillebois : chant
- Hervé Aknin : chant
- Benoît Alziary : vibraphone
- James Mac Gaw : guitare
- Jeremy Ternoy : Piano
- Philippe Bussonnet : basse